# Itzán
Itzán är en fornlämning i Guatemala.   Den ligger i departementet Petén, i den norra delen av landet, 210 km norr om huvudstaden Guatemala City. Itzán ligger 125 meter över havet.
Terrängen runt Itzán är platt. Runt Itzán är det glesbefolkat, med 15 invånare per kvadratkilometer. I omgivningarna runt Itzán växer i huvudsak städsegrön lövskog.